# Stora Osabergets naturreservat
Stora Osabergets naturreservat är ett naturreservat i Sorsele kommun i Västerbottens län.
Området är naturskyddat sedan 2024 och är 41 hektar stort. Reservatet ligger nordväst om Sorsele och består av grannaturskogar.